# Barthold von Krakewitz

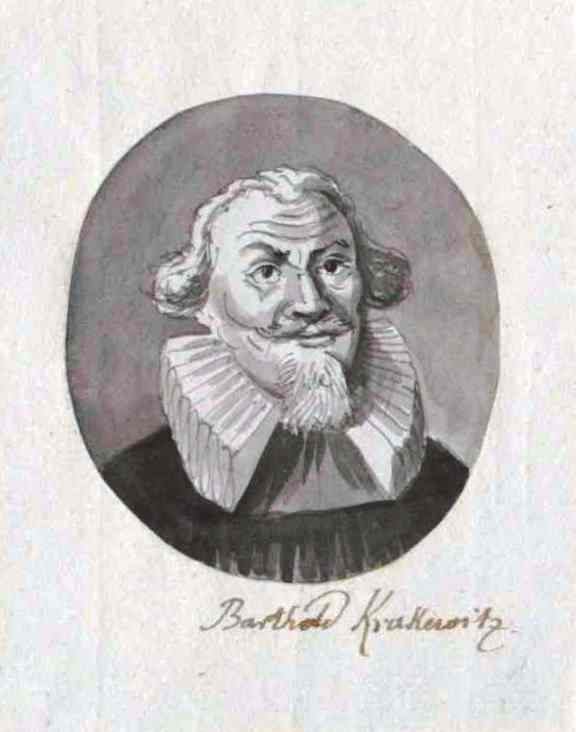
Barthold Krakewitz

Barthold von Krakewitz, auch von Krackewitz, von Krakewitz (* 17. Februar 1582 in Presenke auf Wittow (Rügen); † 7. November 1642 in Drigge (Rügen)) war ein lutherischer Theologe, Universitätsprofessor und Generalsuperintendent in Pommern.

## Leben und Wirken
Als Sohn von Victor von Krakewitz und Katharina von der Osten (* 1555) wurde Barthold von Krakewitz von Hauslehrern unterrichtet, bevor er die Gymnasien in Magdeburg, Lüneburg und Stettin besuchte. 1599 nahm er in Greifswald das Studium der Philosophie und Theologie auf, um es dann ab April 1604 in Rostock fortzusetzen.  1605 ging er mit einem Stipendium des Herzogs an die Universität Wittenberg. Nachdem er theologisches Studium bei Georg Mylius, Leonhard Hutter, Wolfgang Franz und Friedrich Balduin absolviert hatte, auch Predigten an der Wittenberger Schlosskirche hielt und eine Schrift über die reine Lehre und den Ehestand, die gegen den Kardinal Robert Bellarmin gerichtet war, herausgegeben hatte, bereiste er noch Straßburg, Tübingen, Heidelberg, Ingolstadt, Jena, Augsburg, Regensburg, Worms, Frankfurt am Main, Nürnberg und weitere deutsche Städte, bis er 1607 wieder in Greifswald angelangt war.
Seine Gelehrsamkeit und seine Gabe zu Predigen ließen ihn die Gunst des Herzogs Philipp Julius von Pommern-Wolgast gewinnen, der ihn nach dem Tode von Friedrich Runge zum Generalsuperintendenten von Pommern-Wolgast bestimmte. Daraufhin begab er sich nach Rostock, wo er am 12. März 1607 zum Doktor der Theologie promoviert wurde. Als Generalsuperintendent war er auch Präsident des Greifswalder Konsistoriums und Professor für Theologie an der Greifswalder Hochschule. Der Stettiner Generalsuperintendent Jakob Faber führte ihn in sein Amt ein. Krakevitz hatte sich auch an den organisatorischen Aufgaben der Greifswalder Hochschule beteiligt. Er war drei Mal Rektor der Greifswalder Hochschule, mehrmals Vizekanzler und Dekan der theologischen Fakultät.
Barthold von Krakevitz war ein streitbarer Lutheraner, was er – nach dem Übertritt des Kurfürsten Johann Sigismund von Brandenburg zum Calvinismus – besonders die Reformierten spüren ließ.
Nur kurze Zeit hat er noch nach seinem Eintritt in den Ruhestand 1637 in Drigge gelebt. Er wurde am 21. November 1642 im Greifswalder Dom beigesetzt.

## Familie
Barthold von Krakevitz war in erster Ehe 1607 (1608?) mit Margaret(h)e Jäger (* 1589 in Rostock; † 7. Februar 1630 in Drigge), Tochter des Rostocker Kaufmanns Joachim Jäger verheiratet. Seine zweite Ehe ging er mit Regina ein, der Tochter des vorpommerischen Landrats und Greifswalder Bürgermeister Christian Schwartz, der Witwe des Greifswalder Bürgers und Handelsmanns Christoph Bünsow. Die zweite Ehe blieb kinderlos. Von seinen Kindern sind bekannt:
- Victor Krakevitz, Fähnrich († 1631 in Friedland)
- Joachim Krakevitz († Februar 1642 in Sora) als Professor
- Catharina Krakevitz verh. mit Balthasar Rhau II.
- Ilsabe Krakevitz verh. mit Mövius Völschow, Theologe an der Universität Greifswald
- Emanuel Krakevitz ging als Kapitänsleutnant nach Frankreich
- Heinrich Krakevitz († 1641 in Dänemark) war ebenfalls Militär
- Magarethe Krakevitz verh. mit dem Greifswalder Ratsherrn Abraham Elver
- Albertus Krakevitz (* 1616 in Drigge; † 1695 in Fritzow)
- Bartholus Krakevitz
- Sophia Agnise Krakevitz † jung 1630